# Rottal zwischen Hüttenbühl und Buchengehren
Das Naturschutzgebiet Rottal zwischen Hüttenbühl und Buchengehren liegt auf dem Gebiet der Gemeinde Alfdorf im Rems-Murr-Kreis in Baden-Württemberg.
Das Gebiet erstreckt sich südlich von Hüttenbühl, einem Weiler im Alfdorfer Gemeindeteil Vordersteinenberg, entlang der Rot. Südwestlich des Gebietes und an seinem südlichen Rand verläuft die Kreisstraße K 1890, östlich und am südöstlichen Rand verläuft die K 1891, östlich und südlich verläuft die Landesstraße L 1153. Südlich direkt anschließend erstreckt sich das 202,5 ha große Naturschutzgebiet Leintal zwischen Leinecksee und Leinhäusle.

## Bedeutung
Das 78,0 ha große Gebiet steht seit dem 19. Dezember 2003 unter der Kenn-Nummer 1.260 unter Naturschutz. Es handelt sich um eine ausgedehnte, offene, feuchtnasse Tallandschaft mit einer weitläufigen Bachaue.